# Actinopyga agassizi
Actinopyga agassizi är en sjögurkeart som beskrevs av Emil Selenka 1867. Actinopyga agassizi ingår i släktet Actinopyga och familjen Holothuriidae. Inga underarter finns listade i Catalogue of Life.